# شترمرغی به من گفت که دنیا ساختگی است و من فکر می کنم که آن را باور دارم
شترمرغی به من گفت که دنیا ساختگی است و من فکر می کنم که آن را باور دارم انیمیشن استرالیایی استاپ‌موشن محصول ۲۰۲۱ به نویسندگی، کارگردانی لاچلان پندراگون است.

## افتخارات و جوایز
- این فیلم کوتاه در جایزه آکادمی برای دانشجویان فیلم‌ساز در سال ۲۰۲۲ مورد تقدیر قرار گرفت.
- این فیلم نامزد جایزه اسکار بهترین پویانمایی کوتاه در سال ۲۰۲۳ شد.
- برنده بهترین فیلم و بهترین فیلمبرداری در جشنواره فیلم کوتاه استلار در سال ۲۰۲۳ شد.